# Manès Sperber
Pour les articles homonymes, voir Sperber.
Manès Sperber, né le 12 décembre 1905 à Zablotov en Galicie orientale (aujourd'hui Zabolotiv en Ukraine) et mort le 5 février 1984 à l'hôpital Cochin dans le 14e arrondissement de Paris, est un écrivain de nationalité française d'origine autrichienne.
Manès Sperber est tout au long de son existence un intellectuel engagé. Romancier, essayiste, psychologue, il écrit aussi sous le nom de Jan Heger et N. A. Menlos. Il est le père de l'anthropologue et linguiste Dan Sperber.

## Biographie

### Enfance
Sperber grandit dans le shtetl de Zabolotiv, dans une famille hassidique. Pendant l'été 1916, sa famille fuit la guerre et s'installe à Vienne, où Sperber, ayant perdu la foi, refuse à treize ans de faire sa bar mitzvah.

### Études et exils
Il adhère alors au mouvement de jeunesse Hashomer Hatzaïr (« Jeune Gardien »).
C'est dans ce cadre qu'il rencontre Alfred Adler, père de la psychologie individuelle, dont il deviendra l'élève puis le collaborateur. Adler rompt avec lui en 1932 pour des divergences intellectuelles relatives à la relation existant entre psychologie individuelle et marxisme.
En 1927, Sperber s'installe à Berlin et entre au Parti communiste d'Allemagne (KPD). Il est lecteur à la Berliner Gesellschaft für Individualpsychologie, second centre après Vienne de l'association internationale de psychologie individuelle (d'Alfred Adler). Après l'accession d'Hitler au pouvoir, il est emprisonné, mais est libéré quelques semaines plus tard grâce à son statut de citoyen autrichien.
Passant par la Yougoslavie, Il émigre alors à Paris, où il travaille pour l'Internationale communiste avec Willi Münzenberg. Il quitte cette organisation en 1937 à cause des purges staliniennes. Il entreprend dès lors son travail sur le totalitarisme et le rôle de l'individu dans la société (Zur Analyse der Tyrannis).
Pendant l'hiver 1939, Sperber se présente comme engagé volontaire dans l'armée française. Démobilisé sans participation au combat, il rejoint la zone libre à Cagnes-sur-Mer. En 1942, lorsque les déportations s'intensifient, il doit s'enfuir ; durant l'automne de la même année, il parvient à s'établir en Suisse avec sa famille. 
En 1945, à la fin de la guerre, il retourne à Paris et travaille comme éditeur chez Calmann-Lévy (qui publiera Arthur Koestler), tout en poursuivant son œuvre d'écrivain. Sperber travaille alors à sa trilogie parue en France sous le titre Et le buisson devint cendre (1949-1955), largement autobiographique.
Il a fait l’objet en 2004 d’une biographie par Olivier Mannoni : Manès Sperber : L'espoir tragique.

## Œuvres (en français)
- Analyse de la Tyrannie (1939)
- Qu'une larme dans l'océan, Paris, Calmann-Lévy, 1952 (préfacé par André Malraux)[4]
- Le Talon d’Achille, Paris, Calmann-Lévy, 1957
- Ces temps-là, Paris, Calmann-Lévy, 1976
- Porteurs d'eau, Paris, Calmann-Lévy, 1976
- Le Pont inachevé, Paris, Calmann-Lévy, 1977
- Alfred Adler et la psychologie individuelle, Paris, Gallimard, 1972
- Au-delà de l'oubli, Paris, Calmann-Lévy, 1979
- Plus profond que l’abîme, Paris, le Livre de poche, 1980
- La Baie perdue, Paris, Le Livre de poche
- Et le buisson devint cendre (trad. Blanche Gidon) Calmann-Lévy, 1949  (ISBN 9782253023005), rééd. Odile Jacob (trad. Olivier Mannoni).
- Les Visages de l'histoire, Paris, O. Jacob, 1990
- Être juif, Paris, O. Jacob, 1994
- Psychologie du pouvoir, Paris, O. Jacob, 1995
- Œuvres autobiographiques, Paris, Calmann-Lévy, 2024 (réédition de Porteurs d'eau, Le Pont inachevé et Au-delà de l'oubli)

## Prix littéraires
- 1974 : Prix de la Ville de Vienne de littérature
- 1975 : Prix Georg-Büchner
- 1979 : Prix Européen de l'Essai
- 1983 : Prix de la paix des libraires allemands